# Lewis Lehrman
Lewis E. „Lew” Lehrman (n. 15 august 1938, Harrisburg, Pennsylvania, SUA) este un bancher de investiții american, om de afaceri, politician republican, economist și istoric. A susținut studierea istoriei americane pe baza documentelor originale. A fost decorat în 2005 cu National Humanities Medal la Casa Albă, pentru contribuțiile sale în domeniul cercetării istoriei americane, a vieții președintelui Abraham Lincoln și a politici monetare. El a fost membru al comitetului care a pregătit sărbătorirea bicentenarului președintelui Abraham Lincoln și al Forumului Lincoln.
Lehrman a publicat cărțile pe teme istorice Lincoln at Peoria: The Turning Point, (2008), Lincoln "by littles" (2013). Churchill, Roosevelt & Company (2017) și Lincoln & Churchill: Statesmen at War (2018), precum și studiile de politică monetară Money and the Coming World Order (1976),The Case for Gold (1982), True Gold Standard, Newly Revised and Enlarged, Second Edition (2012) și Money, Gold, and History (2013). El a scris articole pentru publicații importante ca Washington Post, New York Times și Wall Street Journal și a ținut prelegeri despre istoria și economia americană. Lehrman a scris, de asemenea, studii istorice pentru Lincoln Institute.
Lehrman a câștigat o notorietate politică națională în timpul alegerilor pentru postul de guvernator al statului New York din 1982, în care a pierdut în fața candidatului democrat Mario Cuomo, cu doar două puncte procentuale. El este partener senior al firmei de investiții L. E. Lehrman & Co., pe care a înființat-o în 1981. Este, de asemenea, președinte al Lehrman Institute, o organizație de cercetare în domeniul politicilor publice înființată în 1972. El și Richard Gilder au fost distinși cu National Humanities Medal într-o ceremonia care a avut loc în Biroul Oval în ziua de 10 noiembrie 2005. Medalia i-a fost acordată personal de președintele George W. Bush. Lehrman s-a convertit la catolicism.

## Tinerețea și educația
Lehrman s-a născut în Harrisburg, Pennsylvania, ca fiu al lui Rose (Herman) și Benjamin Sachs Lehrman, care era președinte al lanțului de farmacii Rite-Aid Corporation. El a fost, la rândul său, președinte al Rite Aid, om de afaceri, istoric al economiei și scriitor. Ziariștii pe teme politice Evans și Novak au afirmat că Ronald Reagan s-a gândit să-l numească pe Lehrman în funcția de secretar al Trezoreriei înainte de a-l alege pe Donald T. Regan. În memoriile sale, Regan a scris că el a fost îndemnat să-i „împace pe criticii mei prin numirea lui Lewis Lehrman, un politician conservator proeminent din New York, ca secretar adjunct al Trezoreriei”. Regan nu a vrut să facă acest lucru, deși a scris: „Deși Lehrman era un om capabil, chiar genial, am refuzat. Știam că el și cu mine am fi fost în conflict pentru că el nu s-ar fi mulțumit să ocupe un post mai în spate. Eu am vrut un administrator, nu o persoană cu obiective politice proprii”. Lehrman a fost, de asemenea, luat în considerare pentru postul de subsecretar al Trezoreriei pentru afaceri monetare. Secretarul Regan l-a preferat pe economistul monetarist Beryl Wayne Sprinkel. Spre deosebire de Sprinkel, Lehrman era un critic al politicii ratei de schimb flotante a lui Milton Friedman, conducătorul Școlii Monetariste de la Chicago. Secretarul de stat Regan a spus că a cerut „cel mai bun economist monetarist pe care-l puteam obține”.

## Cariera
Candidând ca reprezentant al partidelor Republican și Conservator, Lehrman a fost învins în alegerile din 1982 pentru postul de guvernator al statului New York de locotenentul de guvernator Mario Como cu 51%-48%. Cuomo a candidat din partea democraților și liberalilor, după ce l-a învins pe primarul orașului New York, Edward I. Koch în alegerile preliminare din Partidul Democrat. Lehrman a câștigat nominalizarea republicană în confruntarea cu avocatul Paul J. Curran. Politologii Peter W. Colby și John K. White au observat că victoria lui Cumo s-a datorat în principal câștigării alegerilor din comitatele sudice ale statului, deși Lehrman a câștigat în 52 din cele 57 de comitate nordice.
Lehrman a fost, de asemenea, director executiv al grupului bancar Morgan Stanley la sfârșitul anilor 1980. După ce a plecat de la Morgan Stanley, în 1991, a înființat o societate de investiții, L. E. Lehrman & Co. El a investit, de asemenea, în compania Arbusto Energy a lui George W. Bush.

## Legături externe
- „A Dollar as Good as Gold”, Testimony before the United States House Financial Services Subcommittee on Domestic Monetary Policy and Technology, 17 martie 2011
- Right Web|Profile|Lewis E. Lehrman, Right Web, Accessed February 3, 2006.
- Gilder Lehrman Institute of American History
- New-York Historical Society
- Prizing History: American Heritage Magazine
- The Lehrman American Studies Center
- Apariții pe C-SPAN
- The Gold Standard Now's channel pe YouTube
- Books written by Lewis E. Lehrman available on Amazon